# 何琳 (生物学家)
何琳（1974年1月—）是一位美国华人生物学家，主要研究领域为非编码RNA在肿瘤发生发展中的作用。

## 生平
1974年出生于北京，祖籍福建。父母都是某钢铁设计研究院工程师。1986年至1992年就读于北京师范大学附属中学，1997年毕业于清华大学生物系，2003年毕业于斯坦福医学院博士学位，2003年至2007年在冷泉港实验室从事博士后工作，2008年加入加利福尼亚大学伯克利分校。

## 荣誉
2009年获得麦克阿瑟奖。